# Юннин (Наньнин)
Юнни́н (кит. упр. 兴宁, пиньинь Xīngníng) — район городского подчинения городского округа Наньнин Гуанси-Чжуанского автономного района (КНР).

## История
Во времена империи Цзинь в 318 году был создан уезд Цзиньсин (晋兴县). Во времена империи Суй уезд Цзиньсин был в 598 году переименован в Сюаньхуа (宣化县). После свержения власти монголов и образования империи Мин в уезде Сюаньхуа разместились власти Наньнинской управы (南宁府).
В конце 1911 года произошла Синьхайская революция, приведшая к свержению монархии в Китае. В июле 1912 года уезд Сюаньхуа был расформирован, а его земли перешли под прямое управление властей управы. В связи с проведённой в Китае реформой структуры административного деления, в ходе которой были упразднены управы, в июне 1913 года была расформирована Наньнинская управа и создан уезд Наньнин (南宁县). Так как оказалось, что в провинции Юньнань уже имеется уезд с таким названием, то в июне 1914 года уезд Наньнин был переименован в Юннин (邕宁县).
В июле 1929 года было создано правительство города Наньнин, существующее параллельно с органами власти уезда Юннин, однако уже в октябре того же года оно было расформировано, и опять остался только уезд Юннин. В 1931 году урбанизированная часть уезда Юннин была окончательно выделена в отдельный город Наньнин.
После образования КНР был создан Специальный район Наньнин (南宁专区), и уезд вошёл в его состав. В 1951 году Специальный район Наньнин был расформирован, и уезд перешёл в состав Специального района Биньян (宾阳专区). В декабре 1952 года в провинции Гуанси был создан Гуйси-Чжуанский автономный район (桂西壮族自治区), а в 1953 году Специальные районы Биньян и Чунцзо были объединены в Специальный район Юннин (邕宁专区) Гуйси-Чжуанского автономного района. В 1956 году Гуйси-Чжуанский автономный район был переименован в Гуйси-Чжуанский автономный округ (桂西僮族自治州). В 1958 году автономный округ был упразднён, а вся провинция Гуанси была преобразована в Гуанси-Чжуанский автономный район. Специальный район Юннин был в 1958 году расформирован, и был опять создан Специальный район Наньнин. 
В 1971 году Специальный район Наньнин был переименован в Округ Наньнин (南宁地区).
Постановлением Госсовета КНР от 8 октября 1983 года уезд Юннин был передан из состава округа Наньнин под юрисдикцию властей города Наньнин.
Постановлением Госсовета КНР от 15 сентября 2004 года уезд Юннин был расформирован; часть его земель перешла в состав различных районов Наньнина, а на оставшейся территории были образованы районы Юннин и Лянцин.

## Административное деление
Район делится на 4 посёлка и 1 волость.

## Экономика
Юннин является крупным центром выращивания жасмина, производства и экспорта жасминового чая.